# Halewood
Halewood ist eine im Metropolitan Borough of Knowsley, Merseyside gelegene Kleinstadt, die südöstlich an Liverpool grenzt. Bei der letzten Volkszählung im Jahr 2011 hatte die Stadt eine Einwohnerzahl von 19.497. Für 2020 wird diese auf 20.428 geschätzt. Somit ist Halewood nach Kirkby die zweitgrößte Stadt im Metropolitan Borough of Knowsley und die fünfzehntgrößte in Merseyside. Die Fläche des Gemeindegebiets beträgt 10,38 km².
Halewood ist ein Standort der Automobilbranche mit Fabriken der Unternehmen Ford und Jaguar Land Rover. Produziert werden dort zum Beispiel der Ford Fiesta, Ford Focus, Land Rover Discovery Sport, Range Rover Evoque und bis 2018 der Jaguar X-Type. Des Weiteren befindet sich in Halewood die Finch Farm, das Trainings- und Akademiegelände des Premier Ligisten FC Everton.

## Geschichte
Halewood (deutsch etwa Wald von Hale) war ursprünglich ein Teil der etwas südlicher gelegeneren Ortschaft Hale. Es ist ungewiss, wann die beiden Ortschaften getrennt wurden, doch im 15. Jahrhundert war Halewood definitiv ein eigenständiger Ort im West Derby Hundred. Ab dem 13. Jahrhundert gab es zwischen den lokalen Adelsfamilien Holland und Ireland einen Disput um die Ländereien rund um Halewood, der über mehrere Jahrhunderte bestehen blieb.
Bis ins 19. Jahrhundert war Halewood bloß eine Ansammlung verstreuter Bauernhöfe. Dann wurden Eisenbahnlinien in den Ort gebaut und mit ihnen kam auch die Industrialisierung nach Halewood. Insbesondere in den 1930er Jahren profitierte Halewood zunehmend von Zuzügen aus Liverpool.